# Guardami nuda
Guardami nuda è un film del 1972 diretto da Italo Alfaro.

## Trama
Una crisi di coppia finisce in una relazione a quattro con una giovane bellezza.

## Colonna sonora
Il brano principale del film Batte il cuore della gente di Gianni Meccia e Bruno Zambrini è eseguito dal cantante Annibale Giannarelli.